# Globus (musikgrupp)
Globus är en musikgrupp bildad 2006. Huvudkompositörer är Yoav Goren och Jeffrey Fayman. De skapar trailer och filmmusik. Debutalbumet Epicon släpptes den 7 augusti 2006 i Storbritannien och den 26 augusti 2008 i USA. Det andra studioalbumet Break From This World släpptes i september 2011. Sångare som sjungit på båda Globus album är Lisbeth Scott, Dann Pursey och Scott Ciscon.

## Diskografi
Studioalbum
- 2006 – Epicon
- 2011 – Break From This World

Livealbum
- 2010 – Epic Live!
- 2012 – Studio Live

DVD
- 2008 – Globus Live At Wembley